# Borgå landskommun
Borgå landskommun (finska: Porvoon maalaiskunta) är en före detta kommun i landskapet Nyland i Finland. Den 28 januari 1996 hölls en kommunal folkomröstning om en kommunsammanslagning med grannstaden Borgå. Resultatet i denna var bifallande (56 % av de röstande). Kommunen och staden Borgå sammanslogs den 1 januari 1997 till den nya staden Borgå. Före sammanslagningen hade Borgå landskommun 22 343 invånare och en yta (land) på 644 km². Kommunen var tvåspråkig med finska som majoritetsspråk. 1987 var drygt 39 % av befolkningen svenskspråkig.

## Byar och tätorter
| - Andersböle - Bosgård - Emsalö - Gammelbacka - Hammars - Hax - Hindhår - Illby - Kardrag - Kerko - Kiala | - Kullo - Mickelsböle - Norrveckoski - Pellinge - Svartså - Söderveckoski - Tolkis - Uddas - Vessölandet - Vålax |

## Politik

### Mandatfördelning i Borgå landskommun, valen 1976–1992
| 5 | 13 | 4 | 16 |  | 4 |

| 2 | 14 | 2 | 4 | 16 |  | 4 |

| 3 | 13 |  | 4 | 17 | 5 |

| 2 | 13 |  |  | 3 | 16 |  | 6 |

|  | 15 | 2 | 2 | 16 |  | 6 |